# Eleições estaduais em Mato Grosso do Sul em 2010
As eleições estaduais em Mato Grosso do Sul em 2010 aconteceram nas eleições federais, no Brasil, com o primeiro turno em 3 de outubro e o segundo em 31 de outubro. Em Mato Grosso do Sul não houve segundo turno para governador; já que o atual chefe do Executivo tentou uma reeleição e venceu-a.
Três candidatos disputaram a vaga de governador:André Puccinelli (PMDB), Zeca do PT (PT) e Nei Braga da Cruz (PSOL). André Puccinelli se reelegeu. Cinco candidatos tentaram uma vaga no Senado, dos quais Delcídio Amaral e Waldemir Moka saíram vitoriosos.

## Candidatos ao Governo de Estado e ao Senado

### Coligação Amor, Trabalho e Fé
| Cargo             | Partido | Número | Nome                |
| ----------------- | ------- | ------ | ------------------- |
| Governador        | PMDB    | 15     | André Puccinelli    |
| Vice-governador   | PMDB    | -      | Simone Tebet        |
| Senador           | DEM     | 255    | Murilo Zauith       |
| Primeiro suplente | PMDB    | -      | Edil Albuquerque    |
| Segundo suplente  | DEM     | -      | Antonio João Campos |
| Senador           | PMDB    | 151    | Waldemir Moka       |
| Primeiro suplente | PMDB    | -      | Antonieta Trad      |
| Segundo suplente  | DEM     | -      | Gino Ferreira       |

### Coligação A Força do Povo
| Cargo             | Partido | Número | Nome                        |
| ----------------- | ------- | ------ | --------------------------- |
| Governador        | PT      | 13     | Zeca do PT                  |
| Vice-governador   | PV      | -      | Tatiana Ujacow              |
| Senador           | PDT     | 123    | Dagoberto Nogueira          |
| Primeiro suplente | PT      | -      | Gilda do PT                 |
| Segundo suplente  | PP      | -      | Raimundo Nonato de Carvalho |
| Senador           | PT      | 138    | Delcídio do Amaral          |
| Primeiro suplente | PSC     | -      | Pedro Chaves                |
| Segundo suplente  | PT      | -      | Zonir Tetila                |

### PSOL
| Cargo             | Partido | Número | Nome                 |
| ----------------- | ------- | ------ | -------------------- |
| Governador        | PSOL    | 50     | Nei Braga            |
| Vice-governador   | PSOL    | -      | Ivone Teodoro        |
| Senador           | PSOL    | 500    | Jorge Batista¹       |
| Primeiro suplente | PSOL    | 500    | Bira²                |
| Segundo suplente  | PSOL    | 500    | Maria Helena Araújo¹ |

¹Os candidatos ao Senado Jorge Batista e a segunda suplente Maria Helena tiveram a candidatura cassada perante julgamento do Tribunal Regional Eleitoral de Mato Grosso do Sul.
²Bira renunciou sua candidatura antes da eleição.

## Pesquisas de opinião para o Governo do Estado
| Data                   | Instituto       | Candidato               | Candidato       | Candidato        | Nenhum / Não sabe |
| Data                   | Instituto       | André Puccinelli (PMDB) | Zeca do PT (PT) | Nei Braga (PSOL) | Nenhum / Não sabe |
| ---------------------- | --------------- | ----------------------- | --------------- | ---------------- | ----------------- |
| 15 de abril de 2010    | Ibrape          | 51%                     | 32%             | —                | 9%                |
| 19 de julho de 2010    | Ibrape          | 54%                     | 37%             | 1%               | -                 |
| 1º de Agosto de 2010   | Ibope/TV Morena | 52%                     | 35%             | 1%               | 12%               |
| 13 de agosto de 2010   | Ibope/TV Morena | 52%                     | 33%             | 1%               | 13%               |
| 18 de agosto de 2010   | IPEMS           | 52%                     | 35%             | 1%               | 12%               |
| 3 de setembro de 2010  | Ibope/TV Morena | 52%                     | 36%             | 1%               | 11%               |
| 4 de setembro de 2010  | Ibrape          | 53%                     | 35%             | 1%               | 11%               |
| 20 de setembro de 2010 | Ibrape          | 53%                     | 39%             | 1%               | -                 |
| 24 de setembro de 2010 | Ibope/TV Morena | 51%                     | 41%             | 2%               | 6%                |

## Deputados federais eleitos
Pelo Mato Grosso do Sul do foram eleitos oito (8) deputados federais. O ícone  indica os que foram reeleitos.

Representação eleita
  PMDB: 3
  PT: 2
  PR: 1
  PSDB: 1
  DEM: 1

| Candidato (a)            | Coligação                                                           | Votos   | Porcentagem |
| ------------------------ | ------------------------------------------------------------------- | ------- | ----------- |
| Edson Giroto (PR)        | Amor, Trabalho e Fé (I) PRB / PMDB / PR / DEM / PMN / PSB / PSDB    | 147.343 | 11,50%      |
| Reinaldo Azambuja (PSDB) | Amor, Trabalho e Fé (I) PRB / PMDB / PR / DEM / PMN / PSB / PSDB    | 122.213 | 9,54%       |
| Vander Loubet (PT)       | A Força do Povo PP / PDT / PT / PSL / PSC / PSDC / PV / PRP / PCdoB | 116.330 | 9,08%       |
| Fábio Trad (PMDB)        | Amor, Trabalho e Fé (I) PRB / PMDB / PR / DEM / PMN / PSB / PSDB    | 82.121  | 6,41%       |
| Geraldo Resende (PMDB)   | Amor, Trabalho e Fé (I) PRB / PMDB / PR / DEM / PMN / PSB / PSDB    | 79.299  | 6,19%       |
| Mandetta (DEM)           | Amor, Trabalho e Fé (I) PRB / PMDB / PR / DEM / PMN / PSB / PSDB    | 78.733  | 6,15%       |
| Marçal Filho (PMDB)      | Amor, Trabalho e Fé (I) PRB / PMDB / PR / DEM / PMN / PSB / PSDB    | 60.957  | 4,76%       |
| Biffi (PT)               | A Força do Povo PP / PDT / PT / PSL / PSC / PSDC / PV / PRP / PCdoB | 60.039  | 4,69%       |

Obs.: A tabela acima mostra somente os candidatos eleitos.

## Deputados estaduais eleitos
No estado elegeram-se vinte e quatro (24) deputados estaduais. O ícone  indica os que foram reeleitos.

Representação eleita
  PMDB: 6
  PT: 4
  PSDB: 3
  PR: 3
  PTdoB: 2
  DEM: 1
  PP: 1
  PDT: 1
  PSL: 1
  PPS: 1
  PSB: 1

Fonteː
| Candidato (a)              | Coligação                                               | Votos  | Porcentagem |
| -------------------------- | ------------------------------------------------------- | ------ | ----------- |
| Marquinhos Trad (PMDB)     | Amor, Trabalho e Fé (III) PMDB / PR / DEM / PSDB        | 56.287 | 4,34%       |
| Zé Teixeira (DEM)          | Amor, Trabalho e Fé (III) PMDB / PR / DEM / PSDB        | 41.991 | 3,23%       |
| Paulo Duarte (PT)          | A Força do Povo (1) PP / PT                             | 40.991 | 3,16%       |
| Carlos Marun (PMDB)        | Amor, Trabalho e Fé (III) PMDB / PR / DEM / PSDB        | 40.163 | 3,09%       |
| Jerson Domingos (PMDB)     | Amor, Trabalho e Fé (III) PMDB / PR / DEM / PSDB        | 38.204 | 2,94%       |
| Onevan de Matos (PSDB)     | Amor, Trabalho e Fé (III) PMDB / PR / DEM / PSDB        | 36.962 | 2,85%       |
| Paulo Corrêa (PR)          | Amor, Trabalho e Fé (III) PMDB / PR / DEM / PSDB        | 35.330 | 2,72%       |
| Junior Mochi (PMDB)        | Amor, Trabalho e Fé (III) PMDB / PR / DEM / PSDB        | 31.881 | 2,46%       |
| Londres Machado (PR)       | Amor, Trabalho e Fé (III) PMDB / PR / DEM / PSDB        | 30.266 | 2,33%       |
| Marcio Monteiro (PSDB)     | Amor, Trabalho e Fé (III) PMDB / PR / DEM / PSDB        | 29.052 | 2,24%       |
| Antônio Carlos Arroyo (PR) | Amor, Trabalho e Fé (III) PMDB / PR / DEM / PSDB        | 28.489 | 2,19%       |
| Maurício Picarelli (PMDB)  | Amor, Trabalho e Fé (III) PMDB / PR / DEM / PSDB        | 28.277 | 2,18%       |
| Alcides Bernal (PP)        | A Força do Povo (1) PP / PT                             | 26.159 | 2,01%       |
| Felipe Orro (PDT)          | A Força do Povo (2) PDT / PSL / PSDC                    | 25.703 | 1,98%       |
| Eduardo Rocha (PMDB)       | Amor, Trabalho e Fé (III) PMDB / PR / DEM / PSDB        | 25.428 | 1,96%       |
| Dione Hashioka (PSDB)      | Amor, Trabalho e Fé (III) PMDB / PR / DEM / PSDB        | 24.636 | 1,90%       |
| George Takimoto (PSL)      | A Força do Povo (2) PDT / PSL / PSDC                    | 23.646 | 1,82%       |
| Márcio Fernandes (PTdoB)   | Amor, Trabalho e Fé (IV) PRB / PPS / PRTB / PHS / PTdoB | 23.138 | 1,78%       |
| Laerte Tetila (PT)         | A Força do Povo (1) PP / PT                             | 21.781 | 1,68%       |
| Pedro Kemp (PT)            | A Força do Povo (1) PP / PT                             | 21.779 | 1,68%       |
| Cabo Almi (PT)             | A Força do Povo (1) PP / PT                             | 20.604 | 1,59%       |
| Tita (PPS)                 | Amor, Trabalho e Fé (IV) PRB / PPS / PRTB / PHS / PTdoB | 20.277 | 1,56%       |
| Mara Caseiro (PTdoB)       | Amor, Trabalho e Fé (IV) PRB / PPS / PRTB / PHS / PTdoB | 19.888 | 1,53%       |
| Lauro Davi (PSB)           | Amor, Trabalho e Fé (IV) PRB / PPS / PRTB / PHS / PTdoB | 18.244 | 1,41%       |

Obs.: A tabela acima mostra somente os candidatos eleitos.

## Resultado da eleição para governador
| Candidatos a governador do estado | Candidatos a vice-governador | Número | Coligação                                                                                      | Votação | Percentual |
| --------------------------------- | ---------------------------- | ------ | ---------------------------------------------------------------------------------------------- | ------- | ---------- |
| André Puccinelli PMDB             | Simone Tebet PMDB            | 15     | Amor, Trabalho e Fé (PMDB, PSDB, DEM, PR, PSB, PTB, PPS, PRB, PHS, PMN, PRTB, PTC, PTN, PTdoB) | 704.407 | 56,00%     |
| Zeca do PT PT                     | Tatiana Ujacow PV            | 13     | A Força do Povo (PT, PV, PP, PDT, PCdoB, PSC, PRP, PSDC, PSL)                                  | 534.601 | 42,49%     |
| Nei Braga da Cruz PSOL            | Ivone Teodoro PSOL           | 50     | —                                                                                              | 18.943  | 1,51%      |

## Resultado da eleição para senador
| Candidatos a senador da República | Candidatos a suplente de senador                         | Número | Coligação                                                                                      | Votação | Percentual |
| --------------------------------- | -------------------------------------------------------- | ------ | ---------------------------------------------------------------------------------------------- | ------- | ---------- |
| Delcídio do Amaral PT             | Pedro Chaves PSC Zonir Freitas Tetila PT                 | 138    | A Força do Povo (PT, PV, PP, PDT, PCdoB, PSC, PRP, PSDC, PSL)                                  | 826.848 | 34,90%     |
| Waldemir Moka PMDB                | Antonieta Trad PMDB Gino José Ferreira DEM               | 151    | Amor, Trabalho e Fé (PMDB, PSDB, DEM, PR, PSB, PTB, PPS, PRB, PHS, PMN, PRTB, PTC, PTN, PTdoB) | 544.933 | 23,00%     |
| Murilo Zauith DEM                 | Edil Albuquerque PMDB Antonio João Campos DEM            | 255    | Amor, Trabalho e Fé (PMDB, PSDB, DEM, PR, PSB, PTB, PPS, PRB, PHS, PMN, PRTB, PTC, PTN, PTdoB) | 512.119 | 21,61%     |
| Dagoberto Nogueira PDT            | Gilda Gomes dos Santos PT Raimundo Nonato de Carvalho PP | 123    | A Força do Povo (PT, PV, PP, PDT, PCdoB, PSC, PRP, PSDC, PSL)                                  | 485.490 | 20,49%     |